# Решающий шаг (фильм)
Решающий шаг (туркм. Aýgytly ädim) — туркменский советский 2-серийный художественный цветной фильм режиссёра Алты Карлиева по мотивам одноименного романа Берды Кербабаева. Один из самых успешных фильмов киностудии «Туркменфильм»

## Сюжет
Фильм «Решающий шаг» — революционно-романтическая драма о трудных революционных временах. Фильм охватывает период Басмаческого движения 1915—1919 годов.

## В ролях
| Актёр                   | Роль                  |
| ----------------------- | --------------------- |
| Баба Аннанов            | Артык Бабалы          |
| Жанна Смелянская        | Айна                  |
| Артык Джаллыев          | Ашир Сахатов          |
| Хоммат Муллук           | Мавы                  |
| Дурды Сапаров           | Халназар-бай          |
| Владимир Краснопольский | Куйбышев              |
| Борис Петелин           | Чернышев              |
| Мухаммед Черкезов       | Эзиз-хан              |
| Алты Карлиев            | Куллы-хан             |
| Клыч Бердыев            | Баба-хан              |
| Александр Якубов        | Баллы                 |
| Акмурад Бяшимов         | Покги-вала            |
| Союн Амангельдиев       | Арслан                |
| Сары Каррыев            | Кандым                |
| Гуллук Ходжаев          | Меред отец Айны       |
| Огулгурбан Дурдыева     | Нурджахан мать Артыка |
| Огулджан Мамикова       | Мама мачеха Айны      |
| Андрей Китаев           | Саша                  |

## Награды
- Государственная премия Туркменской ССР имени Махтумкули (1966, режиссер А.Карлиев, оператор А.Карпухин, актеры Б.Аннанов и Ж.Смелянская, писатель Б.Кербабаев).
- Специальная премия Всеиндийской ассоциации любителей кино МКФ в Дели (1966 год).
- Почетный диплом за исполнение женской роли (О.Дурдыева), Почетный диплом за лучший революционно-романтический фильм для юношества Смотра-соревнования кинематографистов Средней Азии и Казахстана (Ашхабад, 1966 год).
- Вторая премия II-ого Всесоюзного кинофестиваля «За историко-революционный и исторический фильм» (Киев, 1966 год).[источник не указан 2660 дней]

## Анализ, влияние
Этот фильм был признан значительным в Советском Союзе. Режиссура Алты Карлиева, в сочетании с игрой выдающихся актёров и прекрасным сценарием, обеспечила фильму успех среди зрителей.

## Отличие от книги
- Герой Куллы-хана собран из трех персонажей книги — самого Куллы-хана, Хуммета и Ходжамурада.
- В книге Мавы один из сыновей Халназар-бая, а в фильме он его слуга.

## Дополнительные ссылки и литература
- «Решающий шаг» (англ.) на сайте Internet Movie Database.
- Николай Шмелев. Тачмурадов и другие // Огонёк. — Изд-во «Правда», 1 ноября 1964. — № 45 (1950). — С. 16-17.
- Туркменская литература на экране. — Изд-во «Ылым», 1968. — С. 136-137.
- Тиркиш Джумагельдыев. Вспоминая фургон с движком... // Советский Экран. — Изд-во «Правда», 1972. — № 2. — С. 0-1.
- Наука и религия. — Общество «Знание», №7, 1974. — С. 212.
- Ходжакули Нарлиев. Наше кровное // Искусство кино. — 1977. — № 11. — С. 93-95.
- Х. Абул-Касимова. История советского кино. 1917-1967. — М.: Институт истории искусств, 1978. — Т. 4: 1952-1967. — С. 270-271.
- Дружба народов СССР: сборник документов 1917-1970 гг. (на материалах Туркменской ССР). — Изд-во «Ылым», 1981. — С. 343.
- Туркменская Советская Социалистическая Республика. — Главная редакция Туркменской советской энциклопедии, 1984. — С. 150, 464, 514.
- Б. М. Абдуллаев, Г. И. Саурова. Встречное движение. — Изд-во «Ылым», 1986.
- Нуман Негматович Негматов, Александр Яковлевич Вишневский. Исторический прогресс социалистических наций. — М.: Изд-во «Мысль», 1987. — С. 198.
- Кино и коммунистическое воспитание: очерки истории туркменского художественного киноискусства / Отв. ред. Б. М. Абдуллаев. — Изд-во «Ылым», 1987.